# Ratpenat de ferradura de Marshall
El ratpenat de ferradura de Marshall (Rhinolophus marshalli) és una espècie de ratpenat de la família dels rinolòfids que es troba a Laos, Malàisia, Tailàndia i el Vietnam.